# Caloocan
Caloócan es una de las ciudades y municipios que componen a Gran Manila en Filipinas. Situada inmediatamente al norte de Manila, Caloocan es la tercera ciudad más poblada del país, con 1.489.040 habitantes.

## Geografía
Caloocan se divide en dos áreas. Caloocan del Sur está situada directamente al norte de Manila y limita con Malabon y Valenzuela al norte, Navotas al oeste y Ciudad Quezon al este. Caloocan del Norte es el territorio más septentrional de Gran Manila y está situada al este de Valenzuela, al norte de Ciudad Quezon y al sur de San José del Monte.
La ciudad se divide políticamente en 188 barangayes. Mientras la mayoría de barangayes no tiene ningún nombre, unos como Barangay Calaanan y Barangay Madre Ignacia sí lo tienen.

## Habitantes famosos
La cantante, actriz y presentadora de TV Aubrey Miles nació en Caloocan.

## Historia
A principios del siglo XIX formaba parte del Corregimiento de Tondo  en cuyo territorio se hallaba la plaza y ciudad de Manila.